# Juan Arremón

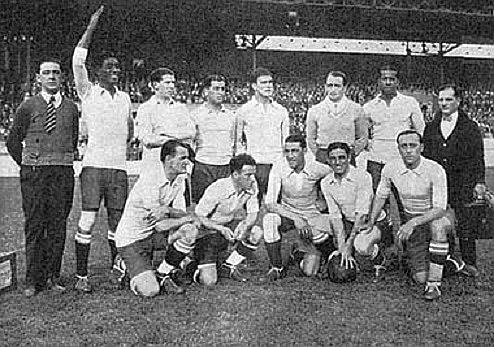

Juan Arremón (Montevidéu, 8 de fevereiro de 1899 - Montevidéu, 15 de junho de 1979) foi um futebolista uruguaio, campeão olímpico.

## Carreira
Cresceu no bairro Atahualpa da capital uruguaia; na equipe deste bairro jogou até 1916 quando chegou ao Peñarol e de onde saiu em 1936 para encerrar sua trajetória futebolística.Era um ponteiro que atuava nos dois extremos da cancha, ostentando uma grande habilidade e um raro sentido de colocação que o permitia antecipar jogadas e resolvê-las antes de qualquer um.
Foi convocado para a envergar a camiseta nacional em 1922, defendendo a seleção celeste em 13 encontros, sendo medalhista de ouro depois do célebre jogo-desempate contra os argentinos nos Jogos Olímpicos de 1928.